# Жасляйская железнодорожная катастрофа
Жасляйская железнодорожная катастрофа произошла 4 апреля 1975 года недалеко от городка Жасляй в Литовской ССР на станции Жасляй Прибалтийской железной дороги. Пассажирский дизель-поезд Д1-336, следовавший по маршруту Вильнюс — Каунас, врезался в хвостовой вагон грузового состава — цистерну с горючим. Пассажирский состав сошёл с рельсов и загорелся. Советские власти замалчивали известие о катастрофе, и до сих пор возникают споры о том, является ли официальное число погибших в 20 погибших и 80 раненых истинным. Жасляйская трагедия остается крупнейшей железнодорожной аварией в Литве.

## Инцидент
Вечером 4 апреля 1975 года переполненный пассажирский поезд № 513 шёл из Вильнюса в Каунас. Это была пятница, через неделю после Пасхи, и многие учившиеся в Вильнюсе студенты возвращались домой на выходные. В 17:35 по местному времени поезд со скоростью 70 км/ч попал в 60-тонную цистерну грузового поезда. Грузовой поезд № 2719 из 93 цистерн шёл от железнодорожной станции Панеряй под Вильнюсом до станции Палемонас возле Каунаса на более низкой скорости и был вынужден уступить место более быстрому пассажирскому поезду, перейдя на боковой путь станции Жасляй. Однако длина бокового пути оказалась недостаточной для приёма грузового поезда и его последний вагон слишком далеко выступал за пределы колеи. В грузовом поезде находилось топливо, которое вылилось и загорелось. Первые два вагона (головной моторный и прицепной) сошли с рельсов, а третий вагон застрял в цистерне и сильнее всех пострадал от пламени. Всего в составе было четыре пассажирских вагона.
Люди разбивали окна и спасались из горящего поезда, а местные жители тушили огонь и помогали доставить раненых в ближайшую больницу в Кайшядорисе. В частности, многие помнят беременную женщину, чья рука оказалась зажатой под вагоном — местным удалось её освободить. Один из пассажиров — 19-летний Арвидас Гарнис помог спасти троих детей, а затем вернулся, чтобы вызволить своего друга, и погиб в огне. Его тело после пожара не нашли. Посмертно он был награждён медалью «За отвагу на пожаре». Многие погибли от огня и от отравления дымом, получили различные ожоги. В частности, люди получали сильные ожоги, когда их синтетическая одежда (особенно плащи из полиэстера и нейлоновые чулки) плавилась и прилипала к коже. Пожарные из Кайшядориса, Электреная, Ионавы, Каунаса, Кедайняя пытались потушить огонь, но только через 15 часов пожар локализовали военные пожарные.

## Жертвы
Советские власти сначала скрывали известие о катастрофе и предоставляли только основную информацию, сводя к минимуму количество жертв. Первая короткая новость об аварии была опубликована в газете Tiesa только через два дня. 9 апреля в другом кратком отчете утверждалось, что специальная комиссия завершила расследование и определила виновных лиц, которые будут привлечены к ответственности. В отчёте подсчитаны жертвы — 17 погибших (15 на месте и двое позже в больнице) и 39 раненых. В августе 1975 года диспетчера Стасиса Урбонавичюса и бригадира Мотеюса Шишко осудили на 13 лет и 3 года лишения свободы соответственно. Суд также обязал их возместить материальный ущерб в размере 253 406 рублей. Однако они утверждали, что из-за неисправности система сигнализации не предупредила о том, что грузовой поезд не полностью сошел с главного пути. Поэтому железнодорожники направили в прокуратуру прошение о помиловании. Урбонавичюс был освобождён, отбыв семь лет, и впоследствии вернулся к работе диспетчера.
Сразу после событий советские власти заявили о 17 погибших. После восстановления независимости Литвы в 1990 году подтвердились имена ещё 3 жертв, в результате чего официальное число погибших достигло 20 человек. Их возраст был от 19 до 40 лет, среди них была беременная женщина, которая также была родственницей бывшего президента Казиса Гринюса и сестра диссидента и будущего политика Видмантаса Повилёниса. Но очевидцы утверждают, что число погибших могло быть гораздо больше. От сильного огня некоторые тела сгорали до костей. Советские источники упоминали только о 39 раненых, но только в больнице Кайшядорис было зарегистрировано 80 человек, и ещё больше людей были доставлены в различные больницы Каунаса, Вильнюса, Электреная или им была оказана первая помощь в местной поликлинике.
После восстановления независимости Литвы в 1990 году это событие стало широко известно общественности. 31 августа 1991 года на этом месте был открыт деревянный памятник-пьета (скульптор — резчик по дереву Видмантас Капачюнас). Кампанию по воздвижении памятника родители погибшего в аварии Арвидаса Гарниса. Статья с описанием событий была опубликована Йонасом Лауринавичюсом, редактором местной газеты, в 1991 году. В это же время в литовской прессе стали появляться большие статьи о катастрофе.

## Инцидент августа 1998 года
В августе 1998 года похожий инцидент в том же месте произошёл с пассажирским поездом «Балтийос», шедшим по маршруту «Вильнюс — Клайпеда». Семь вагонов поезда сошли с рельсов. Инцидент обошёлся без погибших и пострадавших.